# Sants-Montjuïc
Il distretto di Sants-Montjuïc (in catalano; in spagnolo: Sans-Montjuich) è il terzo dei dieci distretti in cui è suddivisa Barcellona. Si trova nel limite sud della città e confina con i municipi di L'Hospitalet de Llobregat ed El Prat de Llobregat e con i distretti di Les Corts, Eixample e Ciutat Vella.

Con 177.636 abitanti è il terzo distretto più popolato ed è il primo per estensione (21.35km²) poiché include anche la montagna di Montjuïc, motivo per il quale è il nono per densità (8.320 ab./km²).
Il territorio è diviso nei quartieri di la Bordeta-Hostafrancs e Sants sopra la Gran Via e Font de la Guatlla-Magòria, Poble-sec, Zona Franca e Montjuïc lungo la costa.

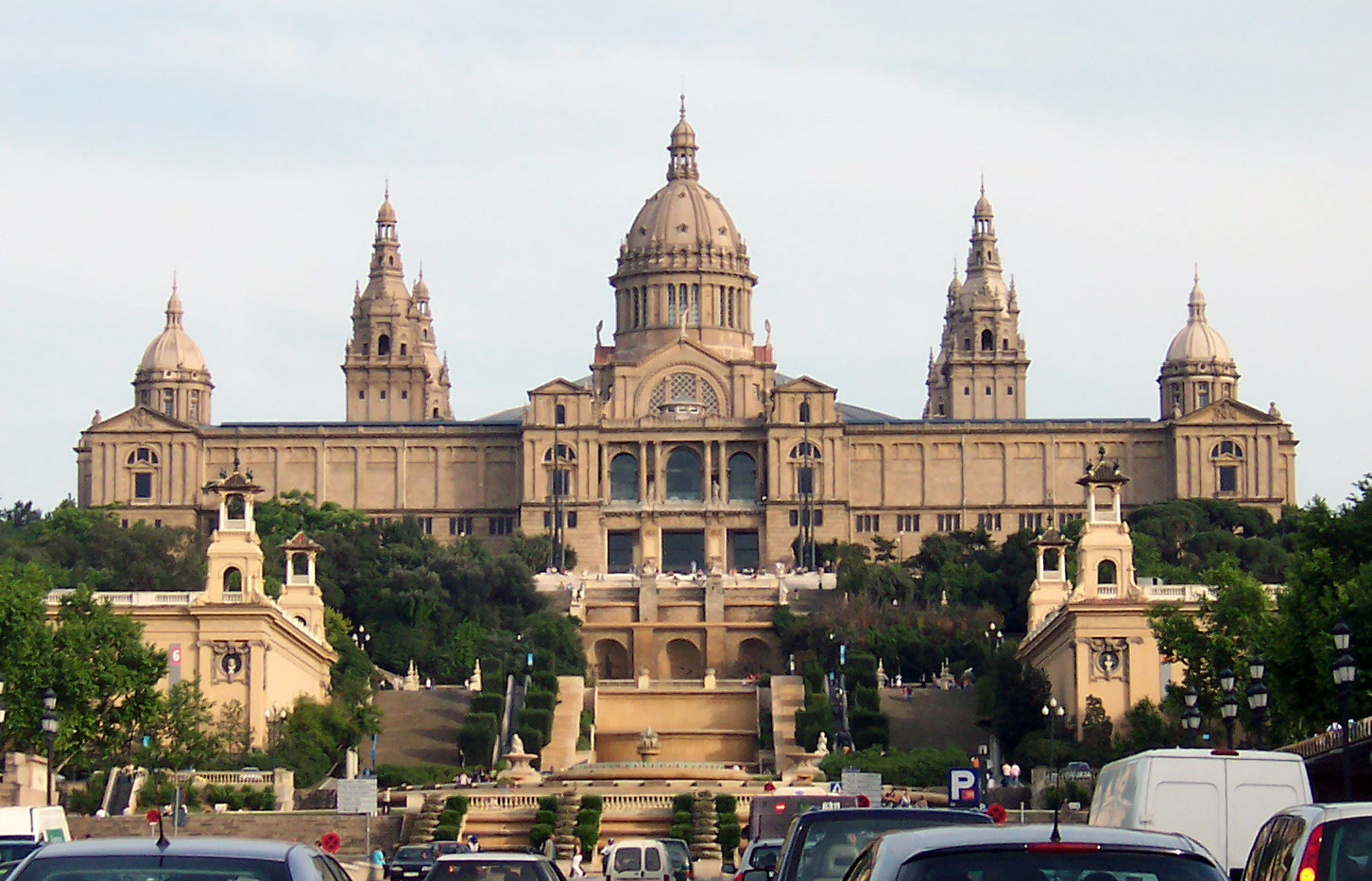
Il Museu Nacional d'Art de Catalunya sopra la montagna di Montjuic.